# Comitatul Monaghan
Monaghan (în irlandeză Contae Mhuineacháin) este un județ în Irlanda.